# Kosala Devi
Kosala Devi fue consorte del emperador del  Imperio Magadha como la primera esposa del Emperador Bimbisara (558-491 a. C.). Nació princesa de Kosala y era hermana del rey Prasenajit.

## Vida
Kosala Devi nació del Rey de Kosala, Maha-Kosala. Era la hermana del rey  Prasenajit que sucedió a su padre como gobernante de Kosala. Estuvo casada con el rey Bimbisara, y trajo a Kashi como dote en el matrimonio, convirtiéndose en su reina principal. La tradición budista hace de Ajatashatru un hijo suyo; la tradición jainista lo hace un hijo de la segunda esposa de su esposo, Chellana. Su sobrina, la princesa Vajira, la hija de Pasenadi (Prasenjit) fue dada en matrimonio a Ajatashatru.
Cuando su esposo Bimbisara murió a manos de su propio hijo Ajatashatru, la emperatriz Kosala Devi dijo que murió de pena por su amor a su esposo. Los ingresos del gobierno de una finca en Kashi habían sido establecidos por su padre como dinero de reserva para su matrimonio. A su muerte, el pago, por supuesto, cesó. Ajatashatru entonces invadió Kashi.